# Мисима: Жизнь в четырёх главах
«Мисима: жизнь в четырёх главах» (англ. Mishima: A Life in Four Chapters) — кинофильм Пола Шредера о японском писателе Юкио Мисиме.

## Сюжет
25 ноября 1970 года писатель Юкио Мисима вместе с соратниками из «Общества щита» отправляется на базу сухопутных войск сил самообороны в Итигая. Тяжело переживая, что богатейшая история Японии, история традиций, ритуалов, чести самураев и религии уступила в послевоенный период место гонке за деньгами, он намерен призвать солдат совершить государственный переворот. По пути Мисима вспоминает свою жизнь и её влияние на его произведения.
С четырьмя единомышленниками он берёт в заложники генерала, требует построить личный состав и выступает перед собравшимися с воззванием. Однако речь писателя не воспринимается солдатами всерьёз, и Мисима, осознав безвыходность положения, совершает ритуал харакири.

## Достижения
Фильм был представлен в основной конкурсной программе Каннского кинофестиваля 1985 года и получил награду за художественный вклад.